# Lestes plagiatus
Lestes plagiatus é uma espécie de libelinha da família Lestidae.
Pode ser encontrada nos seguintes países: Angola, Botswana, Quénia, Malawi, Moçambique, Nigéria, África do Sul, Sudão, Tanzânia, Uganda, Zâmbia, Zimbabwe e possivelmente em Burundi.
Os seus habitats naturais são: florestas subtropicais ou tropicais húmidas de baixa altitude, savanas áridas, savanas húmidas, matagal árido tropical ou subtropical, matagal húmido tropical ou subtropical, rios, rios intermitentes, áreas húmidas dominadas por vegetação arbustiva, pântanos, lagos de água doce intermitentes, marismas de água doce, marismas intermitentes de água doce e nascentes de água doce.